# Krvavá máma
Krvavá máma (v anglickém originále Bloody Mama) je americký dramatický film z roku 1970. Režisérem filmu je Roger Corman. Hlavní role ve filmu ztvárnili Shelley Winters, Lisa Jill, Bruce Dern, Don Stroud a Robert Walden.

## Obsazení
| Shelley Winters | Kate Barker    |
| Lisa Jill       | mladá Kate     |
| Bruce Dern      | Kevin          |
| Don Stroud      | Herman Barker  |
| Robert Walden   | Fred Barker    |
| Alex Nicol      | George Barker  |
| Robert De Niro  | Lloyd Barker   |
| Pat Hingle      | Sam Pendlebury |